# Comices
Pour les articles homonymes, voir comitial.
Les comices (en latin : comitia neutre pluriel) sont dans la République romaine des assemblées qui expriment la volonté du peuple romain dans les domaines électoraux, législatifs et judiciaires. Ces assemblées sont au nombre de trois, ou quatre si l'on comprend le concile plébéien. Elles rassemblent toutes les mêmes citoyens, mais diffèrent par leur composition, leurs compétences et leur fonctionnement. Elles ont toutefois continué d'exister au début du Ier siècle, sous le Triumvirat et au début du Principat.

## Les divers comices
- les comices curiates, datant de la monarchie, où le peuple est réuni en curies (donc en fonction de sa gens de naissance, ce qui donne une influence certaine aux patriciens). On trouve également les comices calates, formation spéciale des comices curiates, mais dont le seul rôle était de témoigner, et donc sans pouvoir de vote. Les comices curiates ne sont plus qu'un vestige sous la République[4] ;
- les comices centuriates, où le peuple est réuni en centuries (en fonction de sa richesse, ce qui donne une voix prépondérante aux plus riches)[5] ;
- les comices tributes, apparus sous la République, où le peuple est rassemblé en tribus (circonscriptions initialement territoriales qui avantagent les propriétaires fonciers[6]) ;
- le concile plébéien, également constitué par le rassemblement des tribus, mais sans la participation des patriciens. Il se confond à la fin de la République avec les comices tributes[7].

## Procédures de vote
Les procédures de vote diffèrent selon le type d'assemblée et l'objet du vote (élection ou décision), mais elles revêtent toutes un caractère rituel et sacralisé. Claude Nicolet qualifie même l'acte de voter de « particulièrement formaliste et minutieux ».
Les comices centuriates se tiennent hors du pomœrium, sur le Champ de Mars, dans un espace clos par des cordes, puis aménagé en dur par Jules César, les Sæpta Julia. Les comices tributes et le concile plébéien se déroulent sur le Champ de Mars pour les élections, ou sur le forum pour les plébiscites ou les jugements.
Le vote est individuel, mais le décompte des voix se fait par unité de vote, centurie ou tribu, chacune compte pour une voix finale selon la majorité exprimée dans cette unité. Comme ces unités n'ont pas toutes le même nombre de citoyens, ce mode de comptage favorise les plus riches, regroupés dans la majorité des centuries, et les ruraux, qui forment le plus grand nombre de tribus, au détriment des quatre tribus urbaines.
Les votes, d'abord oraux et visibles, deviennent à la fin du IIe siècle, écrits et secrets. Les bulletins de vote sont de plaquettes de bois portant pour le vote des lois les lettres V R (uti rogas, « comme tu le demandes ») et A (antiquo, « je rejette »). S'il s'agit d'un jugement, D (damno) et L (libero). Pour voter il suffit de biffer l'une des deux mentions. Pour les élections, les bulletins portent le nom du candidat pour lequel on vote.
Se reporter aux articles détaillés pour la description de la procédure de vote par centurie (comices centuriates) ou par tribus (comices tributes et concile plébéien).

## Synthèse du fonctionnement des comices
| Assemblée           | Unités de vote | Présidence                                        | Élections                                                          | Législation                                                       | Judiciaire                        |
| Comices centuriates | 193 centuries  | Consul, préteur ou dictateur, avec auspices       | Consuls, préteurs, censeurs                                        | Lois, déclaration de guerre, confirmation du pouvoir des censeurs | Crimes d’État passibles de mort   |
| Comices tributes    | 35 tribus      | Consul, préteur ou édile curule, avec auspices    | Édiles curules, questeurs, tribuns militaires, magistrats spéciaux | Lois                                                              | Crimes d’État passibles d’amendes |
| Concilium plebis    | 35 tribus      | Tribun de la plèbe, édile plébéien, sans auspices | Tribuns et édiles de la plèbe                                      | Plébiscites                                                       | Abus de pouvoir                   |
| ------------------- | -------------- | ------------------------------------------------- | ------------------------------------------------------------------ | ----------------------------------------------------------------- | --------------------------------- |